# Grace of Monaco

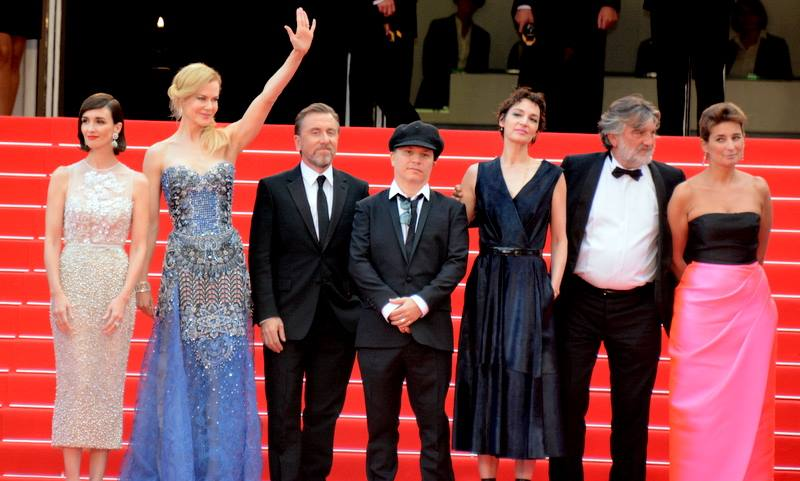
El equipo de la película en el Festival de Cannes 2014.

Grace of Monaco es una película biográfica francoestadounidense sobre la vida de Grace Kelly dirigida por Olivier Dahan y escrita por Arash Amel. La película está protagonizada por Nicole Kidman en el papel titular. También cuenta con un equipo de apoyo de Frank Langella, Parker Posey, Derek Jacobi, Paz Vega, Roger Ashton-Griffiths, Milo Ventimiglia y Tim Roth.
Grace of Monaco se estrenó en todo el mundo el 21 de mayo de 2014.

## Sinopsis
En 1956, en su momento de mayor éxito, Grace Kelly abandona su triunfal carrera como actriz para casarse con el príncipe Rainiero de Mónaco. Seis años después, Alfred Hitchcock le ofrece volver al cine, por lo que ella se enfrenta a una encrucijada.

## Argumento
El filme se centra en la crisis de matrimonio e identidad de la ex estrella de Hollywood, Grace Kelly, durante una creciente crisis diplomática, producto de una disputa entre Raniero III, príncipe de Mónaco y Charles de Gaulle, presidente de Francia, así como su consideración de regresar a Hollywood para filmar la película Marnie, dirigida por Alfred Hitchcock.
En 1962, varios años después de su salida de Hollywood en 1956, la Princesa Grace recibe en Mónaco a Hitchcock, quien la visita con una invitación para protagonizar su nueva película. Incluye un lucrativo incentivo: un contrato de un millón de dólares si ella acepta. La princesa Grace está intrigada por la oferta. Su rol como esposa de un jefe de Estado ha sido de alcance limitado y se ocupa principalmente de obras de caridad para hospitales y esfuerzos humanitarios. Ella le pide permiso a su esposo y él inicialmente parece estar de acuerdo con que ella acepte la propuesta si así lo desea.
Mientras tanto, aumentan las tensiones entre Francia y Mónaco, debido a la dependencia que Francia asocia con los favores comerciales que ha estado ofreciendo a Mónaco a lo largo del siglo XX. Francia inicia medidas diplomáticas para que Mónaco acepte la posición de provincia dentro de Francia, con la esperanza de que el príncipe Raniero renuncie a su control soberano sobre Mónaco. El Príncipe se muestra reticente a aceptar tal oferta. Esto, a su vez, provoca que Francia dé los primeros pasos hacia un embargo comercial contra Mónaco. El gobierno francés también inicia contactos clandestinos con miembros cercanos de la familia del príncipe, a saber, su hermana y su esposo, para ayudar a acelerar la capitulación del príncipe a las demandas francesas a cambio de favores. Las tensiones también crearon diferencias en las opiniones del príncipe y su esposa, lo que hizo que Raniero modificara su posición acerca de permitir que Grace aceptara la propuesta cinematográfica de Hitchcock. Ella parece necesitar hacer un balance de sus responsabilidades y revaluar sus prioridades.
La princesa Grace decide aumentar su participación en la mejora de los hospitales locales y su colaboración con la Cruz Roja para ayudar a mejorar las condiciones de vida en toda Europa, y organiza un baile benéfico que tendrá lugar en octubre, con el fin de recaudar fondos y mejorar el prestigio de Mónaco en el proceso. Inesperadamente, recibe un informe que presenta pruebas fotográficas de que la hermana del príncipe ha estado negociando encubiertamente con Francia y De Gaulle contra los intereses del principado. Grace le informa a su esposo inmediatamente. El príncipe Raniero denuncia la conducta de su hermana y toma medidas para exiliarla de Mónaco mediante el debido proceso legal. La princesa Grace decide que la oferta de Hollywood ya no es una opción viable para ella, dadas sus nuevas responsabilidades diplomáticas y políticas en Mónaco. Su baile de caridad internacional para la Cruz Roja es un gran éxito. Mónaco obtiene un importante capital político internacional por la difusión del evento, lo que permite al príncipe y la princesa preservar la soberanía del país.

## Reparto
- Nicole Kidman como Grace Kelly.
- Tim Roth como Príncipe Raniero III de Mónaco.
- Frank Langella como Padre Francis Tucker.
- Parker Posey como Madge Tivey-Faucon.
- Milo Ventimiglia como Rupert Allen.
- Derek Jacobi como Conde Fernando D'Ailieres.
- Paz Vega como Maria Callas.
- Geraldine Somerville como Princesa Antonieta de Mónaco.
- Robert Lindsay como Aristóteles Onassis.
- Nicholas Farrell como Jean-Charles Rey.
- Roger Ashton-Griffiths como Alfred Hitchcock.
- Jeanne Balibar como Condesa de Baciocchi.
- Yves Jacques como Sr. Delavenne.
- Olivier Rabourdin como Emile Pelletier.
- Flora Nicholson como Phyllis Blum.
- André Penvern como Charles de Gaulle.
- Philip Delancy como Robert McNamara.
- Pascaline Crêvecoeur como la ayuda de cámara de Grace Kelly.
- Actores secundarios: (sin confirmar).